# 犬フェス!
犬フェス！（いぬフェス）は、日本の音楽レーベル「フライングドッグ」が主催するアニメソングのライブイベント。2019年2月2日に「犬フェス！」、同年10月5日と10月6日に第二弾の「犬フェス2！」が開催された。

## 犬フェス!
正式名称は『フライングドッグ10周年記念LIVE―犬フェス！―』。ビクターエンタテインメントのアニメ音楽・映像制作部門から2009年1月に独立したフライングドッグの会社設立10周年を記念し、リスナーへの感謝を込めたレーベル初のフェスティバルを開催した。
旧ビクター音楽産業時代から約40年間を支えてきた14組のアーティストたちが出演。『マクロスF』の歌姫コンビMay'nと中島愛の5年ぶりのデュエット、2006年以来活動休止中だったSee-Saw（石川智晶・梶浦由記）の復活、3年前に解散した声優ユニットTridentの一夜限りの再結成といったサプライズも用意された。
ライブ開催前には秋葉原アトレにて10周年コラボキャンペーンが行われた。開催当日には、国内40箇所および香港、台湾、韓国の映画館でライブビューイングが行われた。

### 開催概要
- 開催日時：2019年2月2日 16時開演
- 場所：武蔵野の森総合スポーツプラザ メインアリーナ（東京都調布市）
- 主催：フライングドッグ
- 制作協力：ビクターミュージックアーツ
- 協賛：セブン-イレブン・ジャパン、リクルートジョブズ、タウンワーク、JVCケンウッド
- 運営：キョードー東京

### 出演者
アーティスト
表記は50音順とする。出演が予定されていた菅野よう子は、当日インフルエンザ発症のため不参加となった。
- AKINO with bless4
- 新居昭乃
- ALI PROJECT
- 石川智晶
- 遠藤正明 ※シークレット
- 梶浦由記 / FictionJunction YUUKA
- 坂本真綾
- See-Saw ※シークレット
- Trident※シークレット
- 中島愛
- ナノ
- Fire Bomber（チエ・カジウラ、福山芳樹） ※シークレット
- May'n
- ワルキューレ

ゲスト・サポートミュージシャン
- 笠原由里（ゲストボーカル）
- YURIKO KAIDA（コーラス）
- KAORI（コーラス）
- kz (livetune)（DJ）

- 北川勝利バンド
  - 松江潤（ギター）
  - 千ヶ崎学（ベース）
  - 佐野康夫（ドラムス）
  - 扇谷研人（キーボード）
  - 毛利泰士（パーカッション&マニピュレーター）
  - 北川勝利（ギター&バンマス）

- 是永巧一バンド
  - 高橋"Jr."知治（ベース）
  - 佐藤強一（ドラムス）
  - 荒幡亮平（キーボード）
  - 大平佳男（マニピュレーター）
  - 城元絢花（バイオリン）
  - 是永巧一（ギター&バンマス）

プレゼンター
- 田中公平（作曲家）
- 河森正治（アニメ監督・メカニックデザイナー）
- 山寺宏一（声優）

### セットリスト
出典
1. 勇者王誕生! / 遠藤正明 & 田中公平（TVアニメ『勇者王ガオガイガー』OPテーマ）
2. Chase the world / May'n（TVアニメ『アクセルワールド』OPテーマ）
3. 射手座☆午後九時Don't be late / シェリル・ノーム starring May'n（TVアニメ『マクロスF』挿入歌）
4. ダイアモンド クレバス / シェリル・ノーム starring May'n（TVアニメ『マクロスF』EDテーマ）
5. SAVIOR OF SONG / ナノ（TVアニメ『蒼き鋼のアルペジオ -アルス・ノヴァ-』OPテーマ）
6. No pain, No game / ナノ（TVアニメ『BTOOOM!』OPテーマ）
7. salva nos / 梶浦由記（TVアニメ『ノワール』挿入歌[注釈 1]）
8. 暁の車 / FictionJunction YUUKA（TVアニメ『機動戦士ガンダムSEED』挿入歌）
9. nowhere / FictionJunction YUUKA（TVアニメ『MADLAX』挿入歌）
10. VOICES / 新居昭乃（OVA『マクロスプラス』主題歌）
11. キミヘ ムカウ ヒカリ / 新居昭乃（TVアニメ『ゼーガペイン』OPテーマ）
12. 亡國覚醒カタルシス / ALI PROJECT（TVアニメ『.hack//Roots』EDテーマ）
13. 勇侠青春謳 / ALI PROJECT（TVアニメ『コードギアス 反逆のルルーシュ』EDテーマ）
14. 星間飛行 / ランカ・リー=中島愛（TVアニメ『マクロスF』挿入歌）
15. サタデー・ナイト・クエスチョン / 中島愛（TVアニメ『ネト充のススメ』OPテーマ）
16. ライオン / May'n・中島愛（TVアニメ『マクロスF』OPテーマ）
17. DJタイム / kz (livetune)
18. PLANET DANCE / Fire Bomber（TVアニメ『マクロス7』挿入歌）
19. 海色 / AKINO with bless4（TVアニメ『艦隊これくしょん -艦これ-』OPテーマ）
20. 創聖のアクエリオン / AKINO with bless4（TVアニメ『創聖のアクエリオン』OPテーマ）
21. 不完全燃焼 / 石川智晶（TVアニメ『神様ドォルズ』OPテーマ）
22. アンインストール / 石川智晶（TVアニメ『ぼくらの』OPテーマ）
23. あんなに一緒だったのに / See-Saw（TVアニメ『機動戦士ガンダムSEED』EDテーマ）
24. ブルー・フィールド / Trident（TVアニメ『蒼き鋼のアルペジオ -アルス・ノヴァ-』EDテーマ）
25. いけないボーダライン〜Album version〜 / ワルキューレ（TVアニメ『マクロスΔ』挿入歌）
26. 一度だけの恋なら / ワルキューレ（TVアニメ『マクロスΔ』OPテーマ）
27. ワルキューレがとまらない / ワルキューレ（アニメ映画『劇場版マクロスΔ 激情のワルキューレ』挿入歌）
28. 逆光 / 坂本真綾（ゲーム『Fate/Grand Order -Cosmos in the Lostbelt-』主題歌）
29. Be mine! / 坂本真綾（TVアニメ『世界征服〜謀略のズヴィズダー〜』OPテーマ）
30. プラチナ / 坂本真綾（TVアニメ『カードキャプターさくら』OPテーマ）

病欠した菅野よう子については、坂本真綾がラストの「プラチナ」を一緒にやる予定だったとMCで明かしている。また、2020年7月7日に菅野が配信した「YOKO KANNO SEATBELTS オンライン七夕まつり」において、「犬フェス！」で演奏する予定だったセットリストの中からメドレー2曲が披露された。
- inner universe / Origa（TVアニメ『攻殻機動隊 STAND ALONE COMPLEX』OPテーマ）
- ホシキラ / ランカ・リー=中島愛（アニメ映画『劇場版マクロスF サヨナラノツバサ』EDテーマ）

## 犬フェス2！
「犬フェス！」終演後の会場において、第二弾の開催が発表された。タイトルは『フライングドッグ10周年記念LIVE-犬フェス2！-』。今回はオールスタンディング会場での2DAYS開催となり、レーベル設立後にデビューした女性歌手たちが出演する。「犬フェス！」に出演したワルキューレは、メンバー5人がソロ名義での出演となる。東山奈央は初日はソロとして、2日目はRhodanthe*のメンバーとして出演する。10月30日に1stミニアルバムをリリースする諸星すみれは、歌手活動の初ステージとなる。
今回は出演者同士のスペシャルコラボや、アンコールのスペシャルヒットメドレーでカバー曲を選曲し、レーベルの歩みを現在進行形のアーティストたちが歌声で表現した。

### 開催概要（犬フェス2！）
- 開催日時：2019年10月5日 18時開演 / 2019年10月6日 16時30分開演
- 場所：チームスマイル・豊洲PIT（東京都江東区）
- 主催：フライングドッグ
- 制作協力：ビクターミュージックアーツ
- 運営：キョードー東京
- 協賛：セブン-イレブン・ジャパン
- 協力：KIRIN[15]

### 出演者（犬フェス2！）
アーティスト
表記は50音順とする。
10月5日
- 鈴木みのり
- 東山奈央
- 西田望見
- 沼倉愛美
- わたてん☆5

10月6日
- JUNNA
- 諸星すみれ
- 安野希世乃
- Rhodanthe*

サポートミュージシャン
- 北川勝利（ギター&バンマス）
- 松江潤（ギター）
- 千ヶ崎学（ベース）
- 毛利泰士（パーカッション、マニピュレーター&ギター）
- 松本圭司（キーボード）
- 山口鷹（ドラム・10月5日） / 山本淳也（ドラム・10月6日）

### セットリスト（犬フェス2！）
カバー曲についてはオリジナル歌手を記名する。

#### 10月5日
出典
1. FEELING AROUND / 鈴木みのり（TVアニメ『ラーメン大好き小泉さん』OPテーマ）
2. ヘンなことがしたい! / 鈴木みのり
3. リワインド / 鈴木みのり（TVアニメ『カードキャプターさくら クリアカード編』EDテーマ）
4. Crosswalk / 鈴木みのり（TVアニメ『あまんちゅ！～あどばんす～』OPテーマ）
5. ダメハダメ / 鈴木みのり（TVアニメ『手品先輩』EDテーマ）
6. マジックナンバー / 鈴木みのり×わたてん☆5（坂本真綾、TVアニメ『こばと。』OPテーマ）
7. 気ままな天使たち / わたてん☆5（TVアニメ『私に天使が舞い降りた!』OPテーマ）
8. GO! GO! GO! / わたてん☆5
9. 晴れルヤ！ / わたてん☆5
10. ハッピー・ハッピー・フレンズ / わたてん☆5（TVアニメ『私に天使が舞い降りた!』EDテーマ）
11. フルスロットルで行こうぜ！ / 西田望見
12. Bubble Balloon Museum / 西田望見
13. ロンリーロンリーシンギュラリティ / 西田望見
14. doll / 西田望見
15. 想像守護神キメキトイア / 西田望見
16. Silly-Go-Round / 西田望見×沼倉愛美（FictionJunction YUUKA、TVアニメ『.hack//Roots』OPテーマ）
17. Climber's High! / 沼倉愛美（TVアニメ『風夏』OPテーマ）
18. My LIVE / 沼倉愛美
19. 星の降る町 / 沼倉愛美
20. 彩 -color- / 沼倉愛美（TVアニメ『かくりよの宿飯』EDテーマ）
21. HEY! / 沼倉愛美
22. 叫べ / 沼倉愛美×東山奈央（TVアニメ『魔法少女育成計画』OPテーマ）
23. 君と僕のシンフォニー / 東山奈央
24. イマココ / 東山奈央（TVアニメ『月がきれい』OPテーマ）
25. 灯火のまにまに / 東山奈央（TVアニメ『かくりよの宿飯』OPテーマ）
26. さよならモラトリアム / 東山奈央
27. 群青インフィニティ / 東山奈央
28. ［アンコール］フライングドッグ スペシャルヒットメドレー（ノンストップカバー）

- nowhere / 鈴木みのり（FictionJunction YUUKA、TVアニメ『MADLAX』挿入歌）
- そんなこと裏のまた裏話でしょ? / わたてん☆5（中島愛、TVアニメ『琴浦さん』OPテーマ）
- Let Me Be With You / 西田望見（ROUND TABLE featuring Nino、TVアニメ『ちょびっツ』OPテーマ）
- SAVIOR OF SONG / 沼倉愛美（ナノ feat. MY FIRST STORY、TVアニメ『蒼き鋼のアルペジオ -アルス・ノヴァ-』OPテーマ）
- 海色 / 東山奈央（AKINO from bless4、TVアニメ『艦隊これくしょん -艦これ-』OPテーマ）
- 星間飛行 / 全員（ランカ・リー=中島愛、TVアニメ『マクロスフロンティア』挿入歌）

#### 10月6日
出典
1. Your Voice / Rhodanthe*（TVアニメ『きんいろモザイク』EDテーマ）
2. さつきいろハルジオン / Rhodanthe*
3. ［犬フェスSpecialメドレー］

- Happy★Pretty★Clover / Rhodanthe*（劇場版『きんいろモザイク Pretty Days』主題歌）
- 夢色パレード / Rhodanthe*（TVアニメ『ハロー!!きんいろモザイク』OPテーマ）
- Jumping!! / Rhodanthe*（TVアニメ『きんいろモザイク』OPテーマ）

1. はじまれ / 諸星すみれ
2. 真っ白 / 諸星すみれ（TVアニメ『本好きの下剋上 司書になるためには手段を選んでいられません』OPテーマ）
3. Beautiful Flower / 諸星すみれ
4. アスファルト / 諸星すみれ
5. 初めての主役 / 諸星すみれ
6. ウンディーネ / 諸星すみれ×安野希世乃（牧野由依、TVアニメ『ARIA The ANIMATION』OPテーマ）
7. ロケットビート / 安野希世乃（TVアニメ『カードキャプターさくら クリアカード編』OPテーマ）
8. kiss! kiss! kiss! / 安野希世乃
9. ちいさなひとつぶ / 安野希世乃（TVアニメ『異世界食堂』EDテーマ）
10. 悲劇なんて大キライ / 安野希世乃
11. Wonder Shot / 安野希世乃
12. 生きる / 安野希世乃（TVアニメ『ソウナンですか?』EDテーマ）
13. いけないボーダライン / 安野希世乃×JUNNA（ワルキューレ、TVアニメ『マクロスΔ』挿入歌）
14. Vai! Ya! Vai! / JUNNA
15. 紅く、絶望の花。 / JUNNA（TVアニメ『ロード オブ ヴァーミリオン 紅蓮の王』EDテーマ）
16. イルイミ / JUNNA
17. 赤い果実 / JUNNA
18. Here / JUNNA（TVアニメ『魔法使いの嫁』OPテーマ）
19. コノユビトマレ / JUNNA（TVアニメ『賭ケグルイXX』OPテーマ）
20. ［アンコール］フライングドッグ スペシャルヒットメドレー（ノンストップカバー）

- ケロッと!マーチ / Rhodanthe*（角田信朗&いはたじゅり、TVアニメ『ケロロ軍曹』OPテーマ）
- プラチナ / 諸星すみれ（坂本真綾、TVアニメ『カードキャプターさくら』OPテーマ）
- アンインストール / 安野希世乃（石川智晶、TVアニメ『ぼくらの』OPテーマ）
- 射手座☆午後九時Don't be late / JUNNA（シェリル・ノーム starring May'n、TVアニメ『マクロスF』挿入歌）
- 創聖のアクエリオン / 全員（AKINO from bless4、TVアニメ『創聖のアクエリオン』OPテーマ）

## 特典映像
『犬フェス！』の映像ソフト化の見込みは伝えられていないが、出演したアーティストの音楽CDに付随する特典ディスクにおいて、第1回「犬フェス!」にてライブビューイング用に撮影された映像を鑑賞することができる。
ワルキューレ 『未来はオンナのためにある』
2020年5月27日発売の4thシングル。初回限定盤に「いけないボーダーライン」「一度だけの恋なら」「ワルキューレはとまらない」のパフォーマンス（約17分）を収録したBlu-rayディスクが付属する。
坂本真綾 『シングルコレクション+ アチコチ』
2020年7月15日発売の4thシングルコレクションアルバム。初回限定盤の特典Blu-rayに「逆光」「Be mine!」「プラチナ」のパフォーマンスを収録したボーナストラックが含まれる。
中島愛 『green diary』
2021年2月3日発売の5thアルバム。初回限定盤の特典Blu-rayディスクに「星間飛行」「サタデー・ナイト・クエスチョン」のパフォーマンスが収録される。
ランカ・リー＝中島愛 / シェリル・ノーム starring May'n 『時の迷宮』
2021年11月10日発売のシングル（映画『劇場版マクロスF 〜時の迷宮〜』主題歌）。初回限定盤「迷宮保存盤」の特典Blu-rayディスクに「ライオン」のパフォーマンスが収録される。
勇者シリーズ30周年記念OP&ED Blu-ray&オールソングCD-BOX『DX BRAVEST』
2022年1月19日発売の勇者シリーズ30周年企画BOX。ボーナス映像として、田中公平の開会挨拶と遠藤正明との共演による「勇者王誕生!」が収録される。
See-Saw 『去り際のロマンティクス』
2024年1月24日発売予定のシングル（映画『機動戦士ガンダムSEED FREEDOM』EDテーマ）。カップリング曲として「あんなに一緒だったのに live in 2019 @犬フェス」の音声が収録される。映像はYouTubeフライングドッグ公式チャンネルで2023年12月9日から1週間限定で公開された。

### ユニットメンバー
1. ↑  渕上舞、沼倉愛美、山村響
2. ↑  美雲（JUNNA）、フレイア（鈴木みのり）、カナメ（安野希世乃）、レイナ（東山奈央）、マキナ（西田望見）
3. ↑  指出毬亜、長江里加、鬼頭明里、大和田仁美、大空直美
4. ↑  西明日香、田中真奈美、種田梨沙、内山夕実、東山奈央、諏訪彩花